# Expedición de Domínguez y Escalante
La expedición de Domínguez y Escalante, o Domínguez-Escalante, fue una expedición de exploración española que se llevó a cabo en 1776 para encontrar una ruta por tierra desde Santa Fe (hoy Nuevo México) hasta las misiones católicas en California, en particular a la de Monterey. Francisco Atanasio Domínguez y Silvestre Vélez de Escalante, sacerdotes franciscanos, y Bernardo Miera y Pacheco, un cartógrafo, viajaron con ocho hombres desde Santa Fe a través del oeste del actual estado de Colorado hasta el Valle de Utah, ahora en el estado de Utah. A lo largo de la travesía fueron ayudados por tres guías timpanog ute. Debido a las dificultades experimentadas durante el viaje, el grupo no alcanzó las Californias, pero regresó a Santa Fe a través de Arizona. Los mapas y la documentación de su expedición fueron de gran ayuda para futuros viajeros. Con el tiempo, su ruta se convirtió en parte del Viejo Sendero Español.

## La expedición
La expedición Domínguez-Escalante se llevó a cabo en 1776 para encontrar una ruta desde Santa Fe, Nuevo México, hasta las misiones españolas en California, como el presidio en Monterey en Las Californias. El 29 de julio de 1776, Francisco Atanasio Domínguez dirigió la expedición con su compañero fray Silvestre Vélez de Escalante y el cartógrafo Bernardo Miera y Pacheco. La parte inicial de su viaje siguió la ruta que había tomada Juan Rivera hacía once años en el país de los ute por el suroeste del actual estado de Colorado. Tres guías timpanog ute les llevaron por el norte de Colorado, Utah y de regreso a Santa Fe. Fueron los primeros hombres blancos que recorrieron una ruta a través de gran parte de la meseta de Colorado en Utah y regresaron a través de Arizona a Nuevo México. Durante el curso de su viaje, documentaron la ruta y proporcionaron información detallada acerca de una «tierra exuberante y montañosa llena caza y madera, extrañas ruinas de ciudades y pueblos de piedra, y ríos que muestran signos de metales preciosos».

### Viaje por el actual Nuevo México
Santa Rosa de Abiquiú, 30 de julio
La primera noche del viaje pernoctaron en el Pueblo de Santa Clara, al norte de Santa Fe,: 133  y de allí «viajamos nueve leguas, más o menos, y llegaron al pueblo de Santa Rosa de Abiquiú, donde a causa de diversas circunstancias permanecimos hasta el 31 sin viajar, y donde mediante una misa solemne de nuevo imploramos la ayuda de nuestros más santos patronos».
Desde el pueblo de Santa Rosa de Abiquiú, viajaron al norte y noroeste hasta una localización cercana a la actual Dulce.: 134–140 

### Viaje por el actual estado de Colorado
Mesa Verde, 10 de agosto
Desde Dulce, se abrieron paso en el actual Colorado a través de Árboles, Ignacio, Durango y Hesperus.: 134  Acamparon en la base de las montañas de La Plata cerca del actual Parque nacional Mesa Verde, en el suroeste de Colorado. Escalante escribió en su diario: «El padre fray Francisco Atanasio [Domínguez] despertó preocupado por la fiebre reumática que sentía en su cara y cabeza ya el día anterior, y que era deseable que armaramos el campamento aquí hasta que estuviera mejor, pero las continua lluvias, las inclemencias del tiempo, y la gran humedad del lugar nos obligaron a salir de allí. Yendo al norte, y después de haber viajado un poco más de media legua, giramos al noroeste, yendo una legua y entonces caímos al oeste a través de valles de muy hermosa madera y abundantes pastos, rosas, y otras varias  flores. Después de pasar dos leguas nos cayó de nuevo una lluvia muy pesada. El padre fray Francisco Atanasio se sintió peor y el camino intransitable, y así, después de haber viajado a duras penas dos leguas más al oeste, tuvimos que acampar en la orilla del primero de dos pequeños ríos que forman el San Lázaro, también llamado río de Los Mancos. El pasto sigue en gran abundancia. Hoy cuatro leguas y media».
Los hombres acamparon junto al río de los Mancos, pocos kilómetros por debajo de donde corre en Mesa Verde. El río fue nombrado después de que uno de los hombres cayera en un río, y se lesionase la mano.
Pueblos Escalante y Domínguez, 13 de agosto
Cerca de la actual Dolores, Escalante y Domínguez encontraron e informaron de las ruinas anasazi en el suroeste de Colorado, los primeros hombres blancos que las vieron. Los Pueblos Escalante y Domínguez fueron nombrados en su memoria y se encuentran en el Centro de Patrimonio Anasazi (Anasazi Heritage Center).
Cuando informaba de otros lugares posibles para asentamientos, Escalante señaló las bondades de la zona: hermoso entorno con suministro de agua, pastos, madera y leña. Los hombres viajaron al norte, manteniéndose al oeste de las montañas de San Juan. Cruzaron el río Dolores varias veces y luego acamparon en sus orillas al noreste de la actual Cahone. Se reunieron con dos esclavos nativos americanos, a los que llamaron Genízaro y Coyote. Los hombres dejaron su pueblo sin previo aviso para unirse al grupo. Un hombre fue llamado "Felipe" y el otro "Juan Domingo". A pesar de que no eran necesarios, la expedición se los llevó.: 141–147 
La expedición continuó al oeste y al noroeste, cruzando el río Dolores. Viajaron a través de un cañón antes de llegar a una zona cercana al actual Egnar y viajaron a lo largo del río San Miguel hasta un área a unos cinco kilómetros al oeste de Nucla. La tierra se volvió cada vez más árida, con menos tierras de pastos e insuficiente agua para los caballos y con difíciles cañones. Después de haber visto signos de asentamientos que llamaron rancherías  y al darse cuenta de que necesitaban asistencia, exploraron para dar con utes que les pudieran servir como sus guías.: 141–147 
Nucla, 23 de agosto
Al noreste de Nucla, donde el río San Miguel se encuentra con el río Dolores, el grupo se reunió con un miembro de una tribu ute. Acamparon junto a un arroyo del río San Miguel y luego viajaron al este a través del actual Bosque Nacional Uncompahgre en la meseta de Uncompahgre. Se dirigieron a una zona cercana a Montrose y se reunieron con un jefe ute. Al enterarse de la ubicación de miembros de la tribu timpanog, reanudaron la marcha en dirección noroeste hasta Olathe, cruzando el ramal Norte del río Gunnison y llegando a lo que hoy es Hotchkiss.: 147–155 
Bowie, 1 de septiembre  (obtención de guías)
Continuando viaje en dirección noreste, la expedición llegó hasta el área de Bowie, encontrándose con ochenta utes en caballos, la mayoría de los cuales eran de la aldea que buscaban Escalante y Domínguez. Algunos miembros del grupo fueron con ellos a la aldea ute donde había una treintena de "tiendas". El padre Domínguez conoció y abrazó al jefe y a sus hijos. Los miembros de la aldea se reunieron y Domínguez, a través de Muñiz, el intérprete, predicó. También expresó su preocupación por el matrimonio plural y el nombrar a los animales como gente, que anunció era una forma de vida más baja que la del hombre. Uno de los guías ute fue nombrado "Silvestre", al que llamaban un laguna, un nativo americano timpanog de la región del lago Utah. Los utes alentaron firmemente a la expedición a dar marcha atrás, dado que se enfrentarían a los comanches en su viaje al oeste, y que del daño que les aconteciese el gobernador español podría culpar a los utes. En respuesta, le dijeron a los utes que los necesitaban para seguir adelante hasta encontrar a un perdido padre Garcés y que Dios estaría con ellos. Violando el acuerdo y el propósito espiritual de la expedición, y con el temor del viaje a través de territorio comanche, el intérprete Andrés Muñiz y su hermano Lucrecio comerciaron bienes adicionales que habían traído por pistolas.: 155–160 
Bowie, 2  (reanudan el viajes hacia el oeste)
Habiendo arreglado la guía, reanudaron el viaje hacia el oeste, comerciando sus caballos por algunos de los caballos de los utes y llegaron a un acuerdo para continuar la expedición, guiados por "Silvestre" y un niño que llamaron "Joaquín". Los hombres se dirigieron a través de lo que es ahora son tierras de bosque nacional, incluyendo el  bosque nacional Grand Mesa, en el lado sur de mesa Battlement. Tres mujeres utes y un niño que encontraron canjearon por piñones algunas bayas que habían estado secando al sol. El grupo cruzó el río Colorado en Una, Colorado, en el punto en el que corre al oeste y suroeste y se reúne con el río Dolores, uno de sus afluentes. El grupo se reunió con algunos utes que ayudaron a resolver una diferencia de opinión con el guía "Silvestre", sobre la mejor ruta a seguir y, para gran alivio de algunos de los hombres, les dijeron a un pequeño campamento ute de comanches moviéndose hacia el este, lejos de la zona en la que estarían viajando. Los hombres llegaron a una alta colina peligrosa de la que "Silvestre" les había advertido; era empinada, con rocas sueltas, que causaron que unos mulos cayesen de lado unos 20 o más pies y requirieron que los hombres hicieran una caminata vigorosa hasta la cima. Habían viajado en la meseta Roan y en el extremo sur del Douglas Canyon. Desde la cima de una alta cordillera "Silvestre" señaló hacia el norte, a la tierra de los comanches, y al oeste, a la tierra de su pueblo en el valle del lago Utah.: 161–166 
Rangely, 10 de septiembre
Habiendo viajado al norte y al oeste, la expedición se abrió camino en lo que hoy es el condado de Rio Blanco, Colorado, llamado así por el río White, que corre a través del condado en Utah hasta su frontera occidental. Después de semanas de montañas, cañones y mesas, la tierra aquí era más llana y siguieron un sendero de bisontes que se dirigía en la dirección en la que deseaban viajar.: 167–168 

### Viaje por el actual estado de Utah
Meseta de Yampa, 11 de septiembre
Con sus provisiones menguando, unos pocos hombres persiguieron con éxito y mataron a un bisonte en la meseta de Yampa en el actual condado de Uintah. Viajando al noroeste, nuevamente llegaron sobre el río Green y las montañas Split, que describieron como sigue: «Aquí tiene abundantes prados y buena tierra para el cultivo de cosechas, con instalaciones para la irrigación. Debe tener algo más de una legua de ancho y su longitud puede llegar a cinco leguas. El río entra en esta pradera entre dos altos acantilados que, después de formar una especie de corral, llegan tan juntos que apenas se puede ver la abertura por la que llega el río». Acamparon junto al río Green cerca de la actual  Jensen. En un stand de seis álamos, Lain talló su nombre en uno de los árboles, con el año 1776 con una cruz grande y dos pequeñas cruces. Partiendo hacia el suroeste desde Jensen, la expedición se dio cuenta de pistas de caballos frescos que determiron eran comanches siguiendo una partida ute de caza de bisontes. Acamparon en Horseshoe Bend del río Verde y luego siguieron al oeste hasta la actual Myton  donde encontraron ruinas de un pueblo. Continuando hacia el oeste, y acamparon cerca de Duchesne, Fruitland, y Soldier Springs. La ruta desde Jensen hasta Soldier Springs siguió más o menos la actual U.S. Highway 40.: 168-175. Ilustración de la montaña Split y el río Green River en pag. 169. 
Bosque nacional de Uinta, 20 de septiembre
La expedición viajó hacia el oeste a través del actual bosque nacional de Uinta, desde Strawberry Valley, a lo largo del arroyo Fifth y del arroyo Diamond, hasta Wanrhodes Canyon. Experimentaron difíciles condiciones de viaje: temperaturas frías, vientos borrascosos y distintos tipos de terreno peligrosos; suelos blandos con agujeros que causaban que los caballos se hundieran, densos bosques de álamos y arbustos, y desfiladeros. Dado que la expedición se movía lentamente en el terreno difícil, "Silvestre", ansioso por llegar a su casa, presionaba por delante a los expedicionarios muchas veces, por lo que el grupo principal le obligó a quedarse con ellos.: 175–177 
El 22 de septiembre, no lejos del cañón Wanrhodes: «Desde lo alto de la última loma vimos frente a nosotros y no muy lejos muchas columnas de humo que surgían en la misma sierra. El guía Silvestre dijo que debían de ser hechas por su pueblo, que estaban cazando. Nosotros les respondimos con otras señales de humo por lo que si ya nos habían visto no nos considerarían enemigos y no huirían o sino nos darían la bienvenida con flechas. Respondieron con señales de humo más grandes en el paso a través del que debíamos de viajar hasta el Lago, y esto nos hizo creer que ya nos habían visto, porque esta es la señal más rápida y común usada en todo acontecimiento extraordinario por la gente de esta parte de América... Y sobre las dos en la mañana, la hora en que según la opinión [Silvestre], no podía haber más de uno o más indios cerca, hizo un largo discurso en su lengua, dando a entender que éramos gente pacífica, amable y buena».: 177 
Lago Utah, 23 de septiembre
A Silvestre y Joaquín les dieron un paño de lana y una cinta roja con la que solían adornarse antes de entrar en el poblado de su gente. Silvestre ató el paño alrededor de su cabeza, con los extremos largos colgando por la espalda, y vestía un manto que le habían dado antes. Los hombres salieron del cañón, entrando en una pradera ya en el valle del lago Utah, y el lago que ellos llamaron lago de los timpanogs. Vieron muchas columnas de humo y prados recientemente quemados o todavía ardiendo, lo que tomaron en el sentido de que los utes timpanog creían que eran comanches u otra tribu nativa hostil. Después de que habían acampado cerca del actual Spanish Fork, un pequeño contingente incluyendo a Silvestre, Joaquín, Muñiz y Domínguez viajó por delante hasta un pueblo nativo en el río Provo, al norte de Provo y al este del lago Utah. Los hombres salieron a su encuentro, blandiendo armas, pero tan pronto como reconocieron a Silvestre, los hombres de la expedición fueron recibidos calurosamente y los abrazaron. Los nativos se sorprendieron mucho al saber que habían viajado de forma segura a través de territorio comanche. El objetivo de la visita fue explicado, incluyendo el deseo de compartir su fe. Domínguez pidió otro guía para continuar la búsqueda del padre Garcés. Joaquín continuaría el viaje, así como un niño que llamaron José María. Los padres dieron regalos a la tribu y recibieron una gran cantidad de pescado seco para su viaje. Comprendiendo el deseo de la expedición de retornar, la tribu ofreció el uso de sus tierras para construir casas para otros españoles que pudieran unirse a ellos en sus tierras después de haber completado su viaje.: 177–183 
El valle del lago Utah fue descrito por Escalante como adecuado para asentamientos. La temperatura era confortable de día y de noche. Había cuatro ríos, grandes praderas para la agricultura, y suficiente pescado, aves y animales de caza, madera para los hogares y fuegos, tierras de pasto para los caballos y más. Debido a la abundancia de peces, la tribu timpanog era descrita como "devoradores de peces". Aunque superon del valle de Gran Lago Salado, la expedición no viajó hasta allí.: 184–186 
Payson,  26 de septiembre
El grupo salió del poblado de Silvestre cerca de Spanish Fork el 25 de septiembre y viajó al suroeste. Acamparon junto a los sitios cerca de Springville, Payson, Starr, Levan y Scipio. La ruta desde Springville al sur hasta Scipio es esencialmente la ruta de la actual Interstate Highway 15. Se encontraron con varios grupos pequeños de nativos en el camino, la mayoría de ellos bastante amables y sociales. Algunos de los hombres tenían espesas barbas y parecían en apariencia como los hombres españoles más que nativos americanos. Los hombres de esta tribu eran amables, serviciales y atentos, y como la tribu de Sylvester, animaron a los españoles a que volviesen. Después de Scipio tuvieron dificultades para encontrar pastos y agua apta para el consumo. A veces la única agua que podían encontrar era agua salada de las salinas de la región, lo que hizo que los caballos enfermasen. Los pastos se habían vuelto cada vez más escasos y para añadir más problemas, "José María" se marchó una mañana para regresar a su poblado, decepcionado por el maltrato de uno de los sirvientes.: 187–193 
Valle del río Beaver, 5 de octubre
Sopló un viento frío seguido de fuertes nevadas, granizo y lluvia que impidieon viajar durante varios días. Las condiciones eran muy incómodas, sin madera para encender un fuego. Una vez que intentaron viajar los caballos quedaron empantanados o cayeron en el fango cubierto de nieve. Domínguez y Escalante sopesaron los riesgos de continuar su expedición hasta California: todas las montañas que necesitarían pasar para llegar a California estaban cubiertas de nieve. Si continuaban con dificultades, su último guía, "Joaquín" podría abandonarlos, también. Reflexionaron que se habían cumplido los objetivos misioneros del viaje; tenían invitaciones para volver para un asentamiento futuro. Por lo tanto, decidieron que en lugar de ir hacia el oeste, debían de comenzar a ir al sur y volver a Santa Fe. Yendo al sur, uvieron más fortuna; el terreno no era tan difícil para los caballos como el día anterior, y acamparon cerca del actual  Milford. Hay nieve derritiéndose en un charco de agua y había tierras de pasto para los caballos. Este fue el final del territorio de sus amigos, los utes de largas barbas.: 194–198 
Se encontraron con miembros de una tribu nativa que sospecharon del grupo. Principalmente para alejar a los hombres de su tribu, el jefe y otro hombre llevaron a la expedición desde un área cerca de la actual Kanarraville hasta un área cerca de la actual Pintura donde los guías silenciosamente dejaron a los españoles. Ellos continuaron su viaje hacia el sur hacia Toquerville. Aunque varios días habían sido muy calurosos, se encontraron con un clima templado, prados verdes y un área donde una tribu nativa cultivaba el maíz. Cerca de Hurricane la tierra se volvió arenosa, dificultando el avance de los caballos, y ese día no encontraron pastos o agua. Acamparon en tierras al suroeste de Hurricane cerca de la frontera actual de Arizona.: 200–207 

## Viaje por el actual estado de Arizona

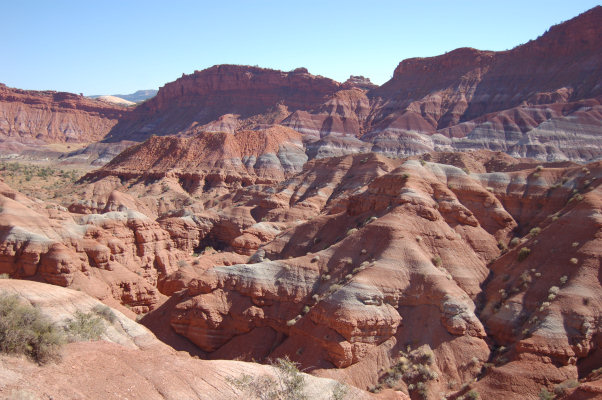
Paria Canyon

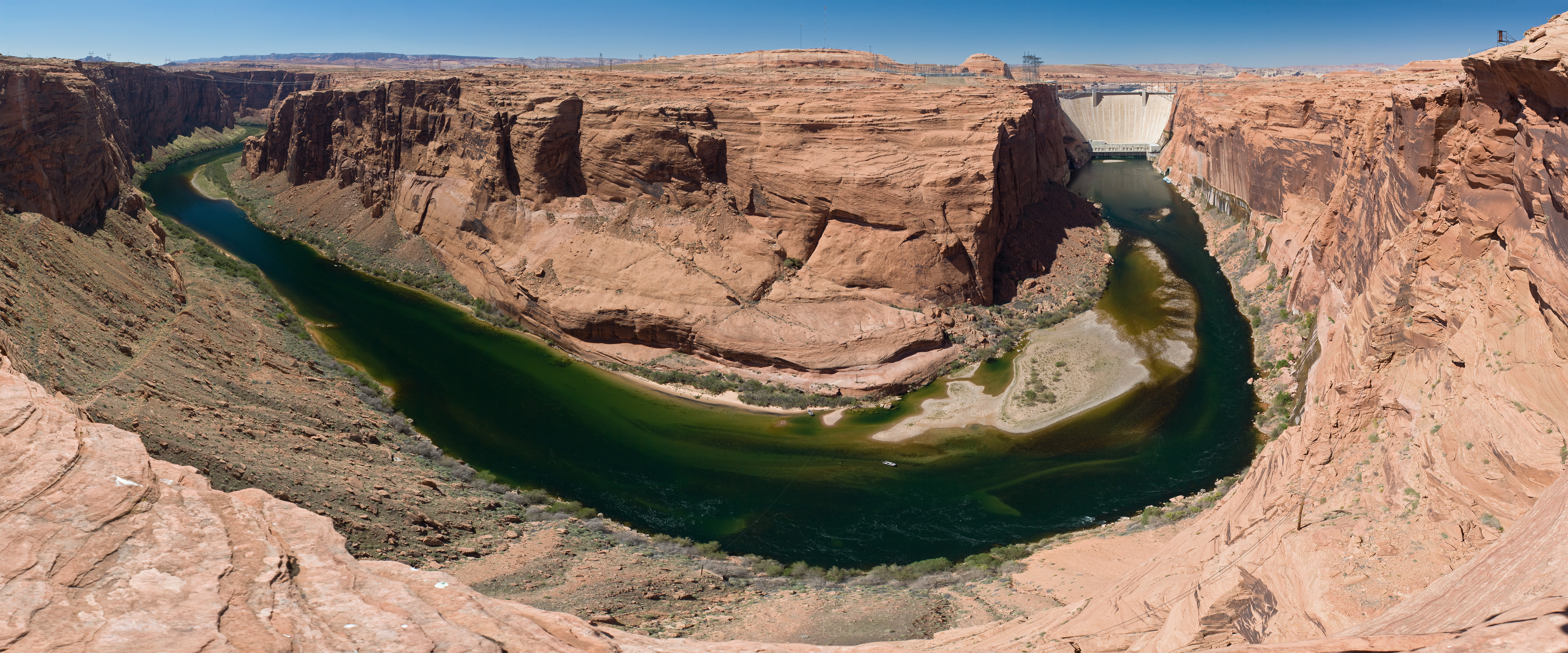
Glen Canyon

Desierto de Mojave, noroeste de Arizona, 16 de octubre
La expedición quería viajar al sur del río Colorado, pero supo por ocho nativos que a pesar de que no estaban lejos del río Colorado, era inaccesible, discurriendo por el fondo de un gran y profundo cañón (el Grand Canyon). Escasos de provisiones, sacrificaron uno de los caballos para alimentarse y el día siguiente buscaron agua. Miera cayó enfermo, incapaz de comer y casi de hablar. Cerca de Diamond Butte, se encontraron con cinco nativos, llamados yubuincariris, que les mostraron un área de abastecimiento de agua y tomaron unos pocos hombres de regreso a su poblado para comerciar por algunos alimentos, ovejas salvajes, tuna y hierba. Los nativos también compartieron información acerca de otras tribus vecinas. A pesar de que no sabían nada de Monterey, si habían oído hablar de los viajes realizados por el padre Garcés.
Río Paria, cerca del río Colorado, 22 de octubre
La expedición continuó experimentando dificultades debido a enfermedades y falta de agua, pastos y suministros mientras se abrían camino hacia el este a través de lo que hoy es el estado de Arizona, a veces hacia el norte lo suficiente como para cruzar a lo que hoy es Utah. Hicieron muchas paradas a lo largo de los cañones del río Paria y meseta, Wahweap y Glen Canyon.: 212–223 
Los hombres volvieron a Santa Fe a través de Arizona, bordeando el Gran Cañón, y pasando a través de las tierras baldías del occidente de Nuevo México.

## Viejo Sendero Español
Los mapas y la información resultante de la expedición proporcionaron una información útil para futuros viajes y su ruta desde Santa Fe hasta el Valle del Lago Salado se hizo conocida como el Viejo Sendero Español (Old Spanish Trail]).

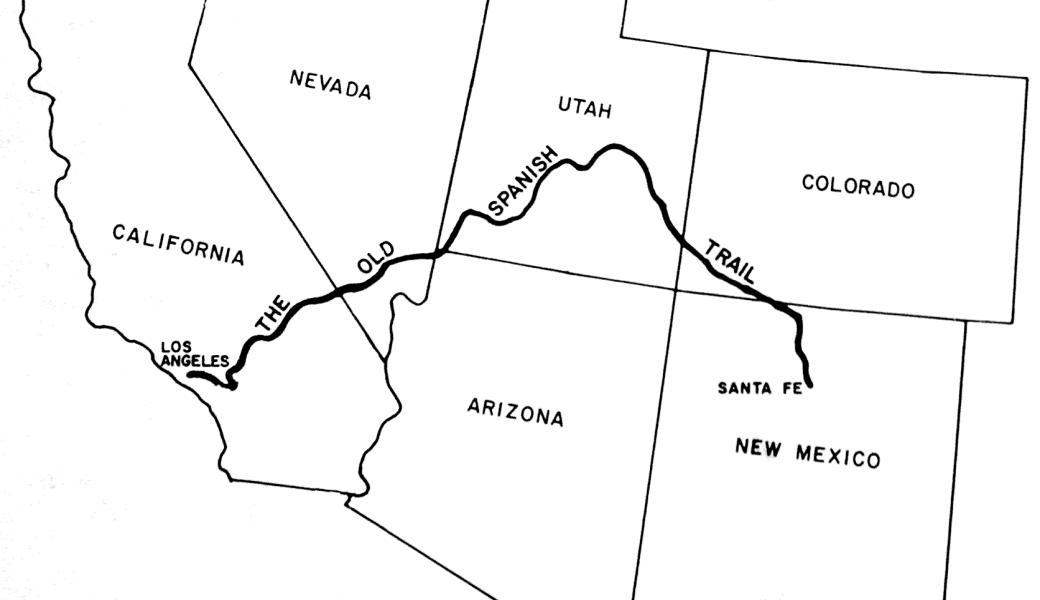
Old Spanish Trail, la ruta desde Santa Fe hasta el Valle del Gran lago Salado fue documentada para los futuros viajeros durante la expedición Domínguez-Escalante

## Miembros de la expedición

### Francisco Atanasio Domínguez
Fray Francisco Atanasio Domínguez nació alrededor de 1740, y a los 17 años se unió a la orden franciscana en 1757. En octubre de 1772, Domínguez estaba en el Convento de Veracruz como comisario de la Tercera Orden. Llegó a Santa Fe (hoy Nuevo México) el 22 de marzo de 1776 para inspeccionar la Custodia de la Conversión de St. Paul e investigar la apertura de una ruta por tierra desde Santa Fe hasta Monterey, California. A su regreso, Domínguez volvió a Santa Fe y Ciudad de México, donde presentó a sus superiores franciscanos un informe que fue muy crítico con la administración de las misiones de Nuevo México. Sus puntos de vista le hicieron caer en desgracia con los franciscanos en el poder, lo que condujo a ser destinado a un puesto oscuro en una misión española en el desierto de Sonora en la provincia de Sonora y Sinaloa en el norte de la provincia de México.
En 1777 regresó a México y fue el capellán de presidios en la Nueva Vizcaya. En 1800 se encontraba en Janos, Sonora, México. Murió entre 1803 y 1805.

### Silvestre Vélez de Escalante
Silvestre Vélez de Escalante nació en Treceño, España, hacia 1750. Cuando tenía 17 años se hizo franciscano en el Convento Grande de la Ciudad de México. En 1774 llegó al actual Nuevo México, en la provincia mexicana. Fue primero destinado a Laguna pueblo y luego en enero de 1775 asignado como ministro a los Zuni. En junio de 1776 fue convocado por Domínguez para la expedición a California y se mantuvo en Nuevo México durante dos años después de la expedición. Murió a los 30 años en abril de 1780 en Parral, México, durante su viaje de regreso a la Ciudad de México para recibir tratamiento médico.
Escalante es conocido por su diario, en el que describió las expediciones en que participó. Han sido nombrados en su honor el desierto Escalante, el río  Escalante, la ciudad de Escalante, el Monumento Nacional Grand Staircase-Escalante y la Escalante Elementary School  (Condado de Rio Arriba, New Mexico). Según el historiador David Leighton, la carretera Escalante (Escalante Road), en Tucson, Arizona, que durante mucho tiempo se pensó llevaba el nombre por Silvestre Vélez de Escalante, de hecho honra la memoria de la familia Escalante, cuyos orígenes en Tucson datan de 1880 con la llegada de Trinidad, Manuel y Miguel Escalante, que llegaron de Sonora.

### Don Bernardo Miera y Pacheco
Don Bernardo Miera y Pacheco, natural del Valle de Carriedo, Mantanas de Burgos, vivía en Chihuahua antes de que se mudase a El Paso en 1743. Desde 1754 a 1756 vivió en Santa Fe. Multitalento, fue ingeniero militar, comerciante, combatiente indio, agente del gobierno, ranchero y artista. Fue su experiencia como cartógrafo lo que hizo que esa expedición fuese histórica cuando publicó un informe y un mapa sobre la expedición en 1778, que se incluye en Herbert E. Bolton, Pageant in the Wilderness: The Story of the Escalante Expedition to the Interior Basin. También es conocido por sus obras de arte, incluyendo una pintura de San Miguel en una pantalla de un altar en la capilla de San Miguel de Santa Fe y unas estatuillas que se encontraban en la iglesia Zuni.

### Nativos ute timpanog
Los padres Domínguez y Escalante nombraron tres nativos ute de la tribu timpanog que se unieron a la expedición como guías:
- Silvestre, nombrado por Silvestre Escalante, desde el actual Utah fue el principal guía nativo desde Colorado hasta Utah. Debido a ser reconocido por otras tribus ute, los exploradores disfrutaron de un paso seguro.

- Joaquín, un niño de 12 años, se unió a la expedición con Silvestre como guía. Después de salir del poblado de Silvestre, cerca de la actual Provo (Utah), Joaquín ayudó a los exploradores en su viaje de regreso a Santa Fe, Nuevo México. Fue bautizado allí en la iglesia católica.

- José María, el nombre unido de los padres de Jesús, José y María, se unió a la expedición en el poblado de Silvestre. Al igual que Joaquín, José María era un niño, probablemente también de unos 12 años de edad. No completó el viaje hasta Santa Fe; cuando vio el terrible tratamiento administrado a uno de los criados, regresó a su aldea.

### Otros exploradores
Otros hombres que comenzaron la expedición en Santa Fe fueron:: 133 
- Juan Pedro Cisneros, alcalde mayor del Pueblo Zuñi.
- Joaquín Laín Herreros de 34 años, natural de Santa Cruz, en Castilla la Vieja y ciudadano de Santa Fe en el momento de la expedición. Murió en 1799.
- Lorenzo Olivares de La Villa El Paso, un ciudadano de El Paso en el momento de la expedición.
- Andrés Muñiz de Bernalillo, Nuevo México sirvió como intérprete con los utes. Había formado parte de la expedición de Juan María de Rivera hasta el río Gunnison en 1775.
- Lucrecio Muñiz era el hermano de Andrés Muñiz, de Embudo, norte de Santa Fe (condado de Río Arriba).
- Juan de Aguilar (indio genízaro), nacido en Santa Clara, Nuevo México.
- Simón Lucero ( indio genízaro), criado de don Pedro Cisneros.